# 恩施新园蛛
恩施新园蛛（学名：Neoscona enshiensis）为园蛛科新园蛛属的动物。在中国大陆，分布于湖北等地。该物种的模式产地在湖北。